# Качкув
Качкув (пол. Kaczków) — село в Польщі, у гміні Мщонув Жирардовського повіту Мазовецького воєводства.
Населення — 30 осіб (2011).
У 1975—1998 роках село належало до Скерневицького воєводства.

## Демографія
Демографічна структура станом на 31 березня 2011 року:
|          | Загалом | Допрацездатний вік | Працездатний вік | Постпрацездатний вік |
| -------- | ------- | ------------------ | ---------------- | -------------------- |
| Чоловіки | 15      | 3                  | 8                | 4                    |
| Жінки    | 15      | 3                  | 9                | 3                    |
| Разом    | 30      | 6                  | 17               | 7                    |